# زمانی که من در دوران مدرن زندگی می‌کردم
زمانی که من در دوران مدرن زندگی می‌کردم (انگلیسی: When I Lived in Modern Times) رمانی بر محتوای یک داستان تاریخی اثر نویسنده انگلیسی لیندا گرنت است که این رمان در سال ۲۰۰۰ میلادی جایزه ادبیات داستانی زنان را از آن خود کرد.داستان راجع به زنی یهودی اهل لندن است که در سال ۱۹۴۶ در اثنای تولد دولت اسرائیل به این کشور سفر می‌کند و پس از سپری کردن زمانی در یک کیبوتص عازم تل آویو می‌شود.